# Grove Street (PATH station)
Grove Street er en PATH station på Newark Avenue mellem Grove Street og Henderson Street i Jersey City, New Jersey. Den blev åbnet den 6. september 1910 som Grove-Henderson Streets-station, der ligger i hjertet af Jersey Citys historiske centrumdistrikt. Helt op til 1980'erne, var stationen ikke andet en en lille kiosk nedenunder Pennsylvania Railroads hovedlinjes viadukt, som gik over det der i dag er kendt Christopher Columbus Drive. (Jernbaneviadukten blev fjernet i slutningen af 1960'erne.)
Før stationen blev ombygget i 1970'erne, havde stationen to udgange: en, i stationens vestlige side, der ledte til vejkryds mellem Grove Street og Newark Avenue, og var under PRR viadukten. Stationens østlige udgang fører til Henderson Street (i dag Marín Boulevard). Som en del af stationens ombygning, blev den østlige og vestlige udgange lukket pga en mezzanin der lå i en trekant lavet af vejkrydset mellem Grove Street, Newark Avenue og Columbus Drive. To trapper fra perronen forbandt mezzanin, med billettælleapparaterne ved toppene af hver trapper. To udgange førte til gaden; en, med rulletrapper, førte til stationens hovedkiosk, mens den anden er en trappe der førte til sydsiden af Columbus Drive. Pga et opsving i passagertalet, genåbnet Port Authority den østlige udgang og bygge en anden kiosk ved hjørnet af Columbus Drive og Marín Boulevard.
Der kører Newark-World Trade Center og Journal Square-33rd Street-tog fra stationen.

## Nærliggende attraktioner
- Jersey City City Hall
- Jersey City Free Public Library
- Jersey City Museum
- Pershing Plaza

## Eksterne links
- http://www.panynj.gov/CommutingTravel/path/html/grove.html Arkiveret 3. juni 2009 hos  Wayback Machine

| Foregående station        |  | PATH                  |  | Efterfølgende station                |
| ------------------------- |  | --------------------- |  | ------------------------------------ |
|                           |  | Normal betjening      |  |                                      |
| Journal Squaremod Newark  |  | NWK–WTC               |  | Exchange Placemod World Trade Center |
| Journal SquareEndestation |  | JSQ–33                |  | Pavonia/Newportmod 33rd Street       |
|                           |  | Nat, weekend og ferie |  |                                      |
| Journal Squaremod Newark  |  | NWK–WTC               |  | Exchange Placemod World Trade Center |
| Journal SquareEndestation |  | JSQ–33 (via HOB)      |  | Pavonia/Newportmod 33rd Street       |